# 阿卜杜勒·穆塔利卜
阿卜杜勒·穆塔利卜（阿拉伯语：‎，約497年—578年），古萊什部落的酋長，伊斯蘭教先知穆罕默德的祖父。

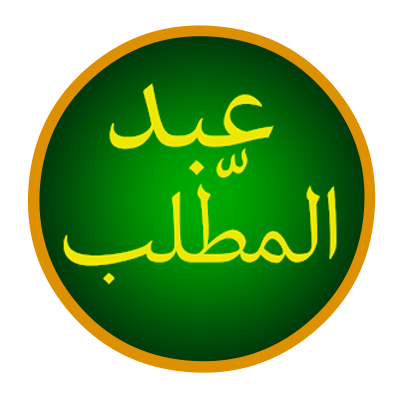

他的父親是哈希姆·本·阿布德·馬納夫，巴努哈希姆氏族的先祖。傳說他是滲滲泉的發現者。

## 家庭
阿卜杜勒·穆塔利卜和法蒂瑪·賓·阿穆爾共有三個兒子：
1. 祖巴伊爾（英语：Al-Zubayr ibn Abd al-Muttalib）
2. 阿布·塔利卜
3. 阿卜杜拉

阿卜杜勒·穆塔利卜和娜提拉·賓·賈納布（Natila bint Janab）有一個兒子：
1. 阿拔斯

阿卜杜勒·穆塔利卜和哈拉·賓·烏海伊布有1子1女：
1. 哈姆扎（英语：Hamza ibn Abdul-Muttalib）
2. 薩菲亞（英语：Safiyya bint Abd al-Muttalib）

1. ↑  .   [20 October 2018].